# Kungariket Iberien
Iberien (georgiska: იბერია, latin: Iberia, grekiska: Ἰβηρία), även Iveria (georgiska: ივერია), var det namn greker och romare under antiken och tidig medeltid gav det georgiska kungadömet Kartli. Kungadömet existerade ungefär mellan 300-talet f.Kr. och 400-talet e.Kr. Landets territorium motsvarar någorlunda dagens Georgien.
Benämningen Kaukasiska Iberien (eller Östliga Iberien) används för att skilja denna stat från Iberiska halvön (Spanien och Portugal). Det kaukasiska Iberien och Kolchis är grunden till dagens statsbildning Georgien, och deras befolkningar anses vara förfäder till dagens georgier.
Området för det kaukasiska Iberien var befolkat i de äldsta tider de skriftliga källorna känner till, och människorna kallades gemensamt för iberier (eller östiberier). Egennamnet, som de kallade sig själva, var dock kartier, efter en mytisk hövding. Det finns olika källor från medeltiden som berättar om hur staten Iberien bildades, vilkas uppgifter är oförenliga. Den första kungen över Iberien synes ha varit Farnavaz I, som omkring år 300 f.Kr. erövrade en ansenlig del av territoriet och erkändes som statsöverhuvud av seleukiderna i Syrien. Farnavaz upprättade en statsförvaltning, och skapade enligt traditionen det georgiska skriftspråket. Hans efterträdare lyckades få kontroll över bergspassen.
Pompejus invaderade Iberien år 65 f.Kr., men det romerska väldet blev inledningsvis kortvarigt. Romarna lyckades dock år 36 f.Kr. övertala Farnavaz II att delta i fälttåg mot albanerna. Iberien kom därefter att hamna under romerskt beskydd. Under 100-talet ökade det romerska inflytandet.
När Shahpour I kom till makten var de romerska åren över, och Iberien ställde sig bakom det sasanidiska imperiet. Landet kristnades av den kappadokiska kvinnan Nino omkring år 317. I och med detta återknöts banden med Rom, men strax därpå förlorade Rom sin makt över landet till Persien. Med fördraget i Hachdeanq år 387 blev Iberien en persisk lydstat. Under de närmast följande århundradena pågick en kamp om Iberien mellan Persien och Bysantinska riket.
På grund av namnet har flera personer antagit ett släktskap mellan de kaukasiska iberierna och ibererna på Iberiska halvön. Under medeltiden verkar teorin ha haft många anhängare i Georgien.